# Xylocopa schoana
Xylocopa schoana är en biart som beskrevs av Günther Enderlein 1903. Xylocopa schoana ingår i släktet snickarbin, och familjen långtungebin. Inga underarter finns listade i Catalogue of Life.